# El Biod
El Biod est une commune de la wilaya de Naâma en Algérie.
Elle couvre une superficie de 3 663 km2 et compte fin 2008 une population de 12 074 habitants.

## Toponymie
El Biod ( البيوض ) signifie "poule pondeuse" en arabe.